# رود کوآرا
رود کوآرا (انگلیسی: Kuara) یک رودخانه در استان سوردلوفسک کشور روسیه است.